# فانزارا
بلدية خَنْزَرة أو (نقحرة: فانزارا) (بالإسبانية: Fanzara)‏، هي إحدى بلديات مقاطعة قسطلونة التي تقع في منطقة بلنسية، في شرق إسبانيا.
يبلغ عدد سكانها 280 نسمة وفقاً لإحصائية سنة (2006).